# Обейесекере, Гананат
Гананат Обейесекере (англ. Gananath Obeyesekere; 2 февраля 1930, Шри-Ланка — 25 марта 2025) — американский антрополог шри-ланкийского происхождения, специалист по Южной Азии и Полинезии. Доктор философии (1964), эмерит-профессор Принстона, где преподавал на протяжении 20 лет — до выхода в отставку в 2000 году. Отмечен медалью Гексли.

## Биография
Родился и вырос на Шри-Ланке; родился в деревне, но вырос в городской среде (причем учился в школах на английском языке); указывал свое происхождение среднеклассовым.
Изучал английскую литературу в Университете Шри-Ланки в Перадении.
Докторскую степень по антропологии получил в Вашингтонском университете в Сиэтле. Являлся ассистент-лектором, лектором и затем профессором и завкафедрой социологии в Перадении.
Сооснователь Семинара по изучению Цейлона в Перадении в конце 1968 года. Навсегда покинул Шри-Ланку после событий 1971 года (1971 JVP insurrection). Станет профессором антропологии Калифорнийского университета в Сан-Диего до 1980 года, когда перейдет на кафедру антропологии в Принстоне, заведовал оной.
Участвовал в полевых исследованиях в Шри-Ланке и Индии. Имел многолетний исследовательский интерес к культу Pattini. Автор восьми книг и более ста других научных работ.
Скончался 25 марта 2025 года.

## Книги
- Land Tenure in Village Ceylon
- Medusa’s Hair. An Essay on Personal Symbols and Religious Experience (Chicago, The University of Chicago Press, 1981) {Рец.}
- The Cult of the Goddess Pattini (1984) {Рец.}
- Buddhism Transformed (соавтор)
- The Work of Culture
- The Apotheosis of Captain Cook: European Mythmaking in the Pacific (Princeton: Princeton University Press, 1992) {Рец. Adrienne L. Kaeppler[англ.]} — удостоилась Gottschalk Prize[англ.]
- Making Karma (Berkeley: University of California Press, 2002)
- The Awakened Ones (Columbia University Press)
- The Buddha in Sri Lanka {Рец.}